# 6573 Magnitskij
6573 Magnitskij (1974 SK1) là một tiểu hành tinh vành đai chính được phát hiện ngày 19 tháng 9 năm 1974 bởi L. I. Chernykh ở Đài vật lý thiên văn Crimean.